# NME TV
NME TV je britský hudební televizní kanál, který je vlastněn a provozován společností CSC Media Group (dříve Chart Show Channels). Vysílá podobný obsah jako sesterské rádio NME Radio, které je provozované společností DX Media. Tento kanál nahradil
22. listopadu 2007 televizní kanál Minx. NME TV zahájila vysílání v 6.00 ráno toho dne s písničkou "Up the Bracket" od Libertines.